# Restaurant Randel
Das Restaurant Randel ist seit 1840 im Familienbesitz. Es befindet sich im Alstertal von Hamburg-Poppenbüttel und war für die Hamburger ein bevorzugtes Ausflugsziel.

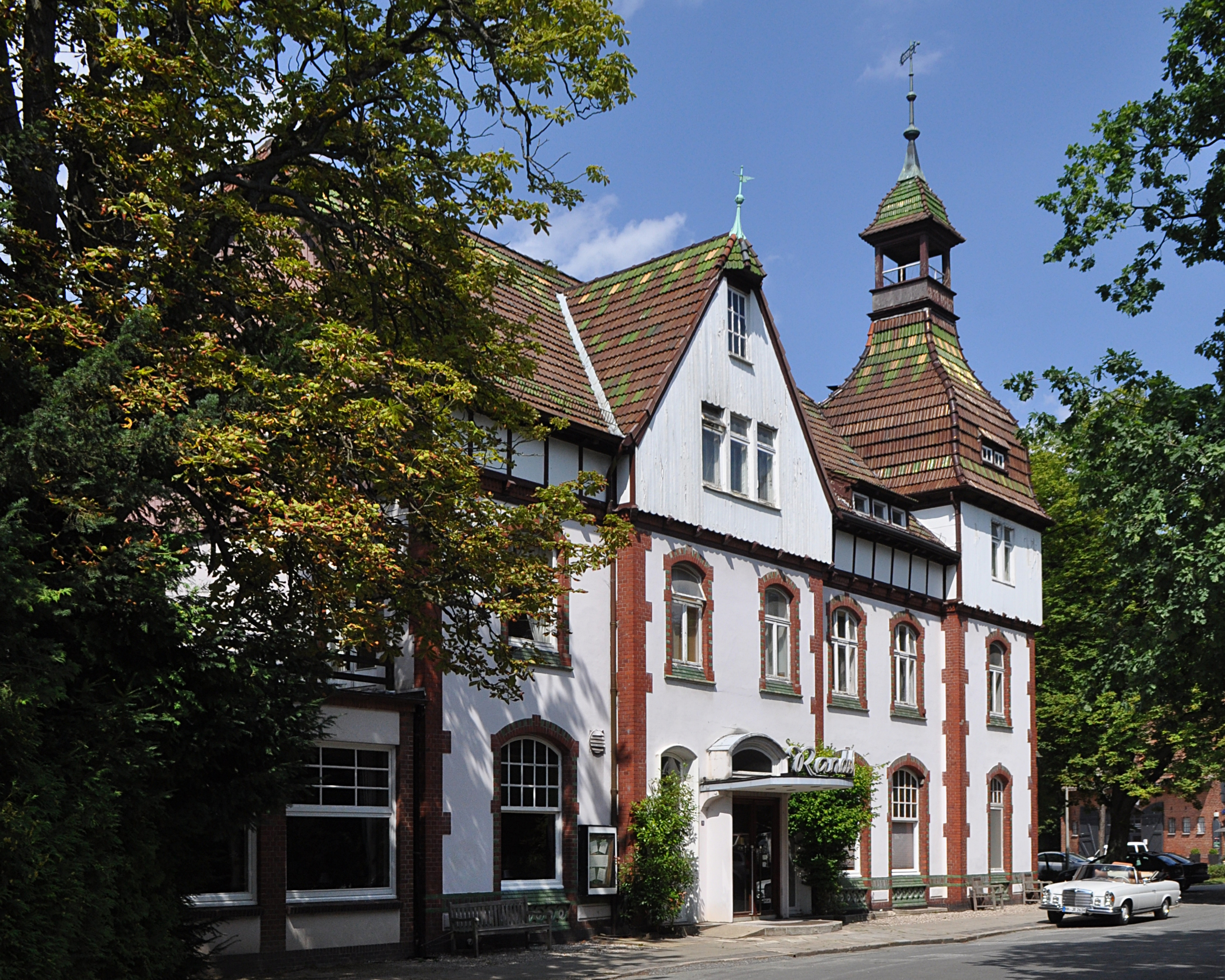
Restaurant Randel, Poppenbüttler Landstraße 1

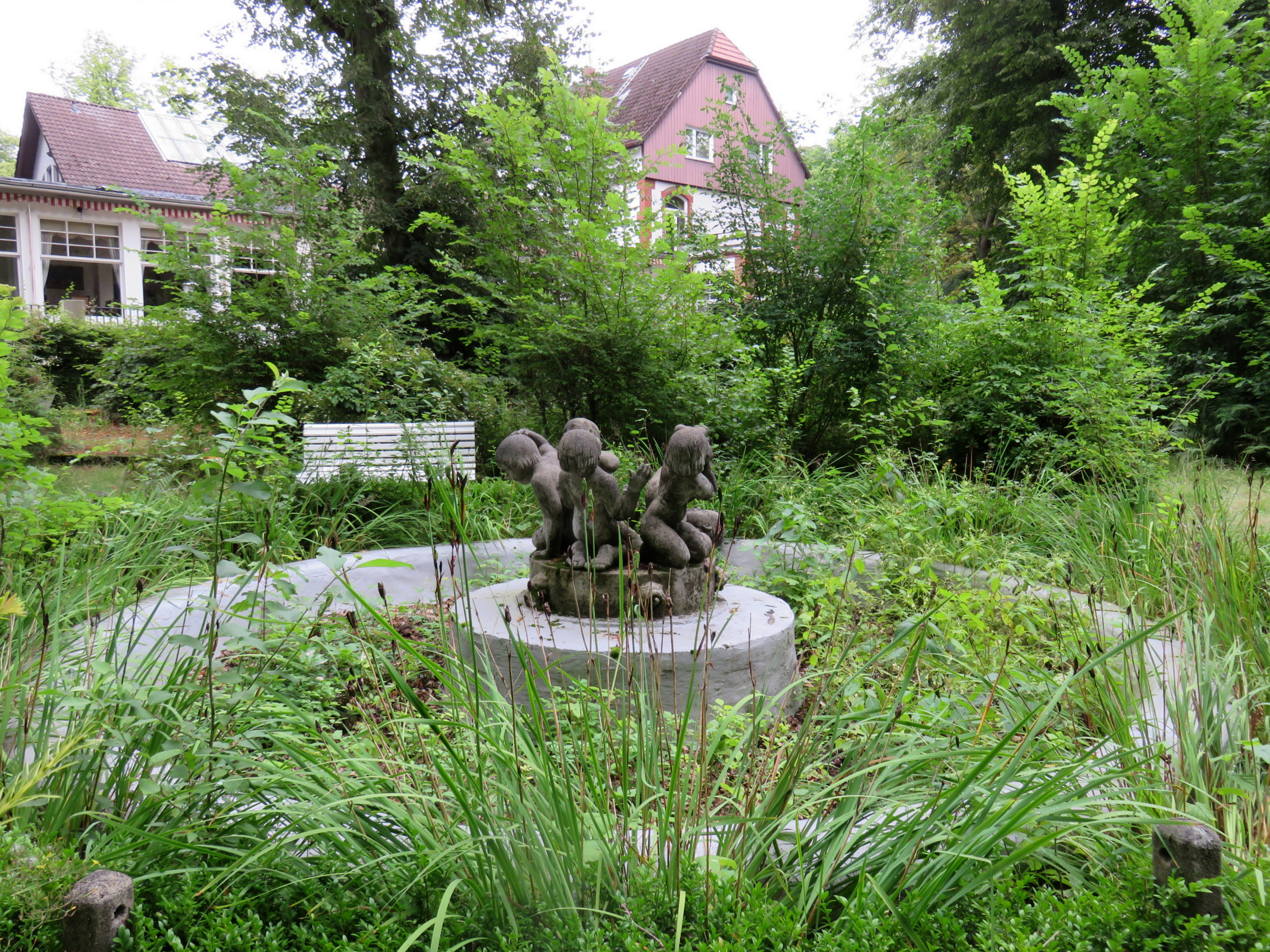
Brunnengruppe im Randel-Park

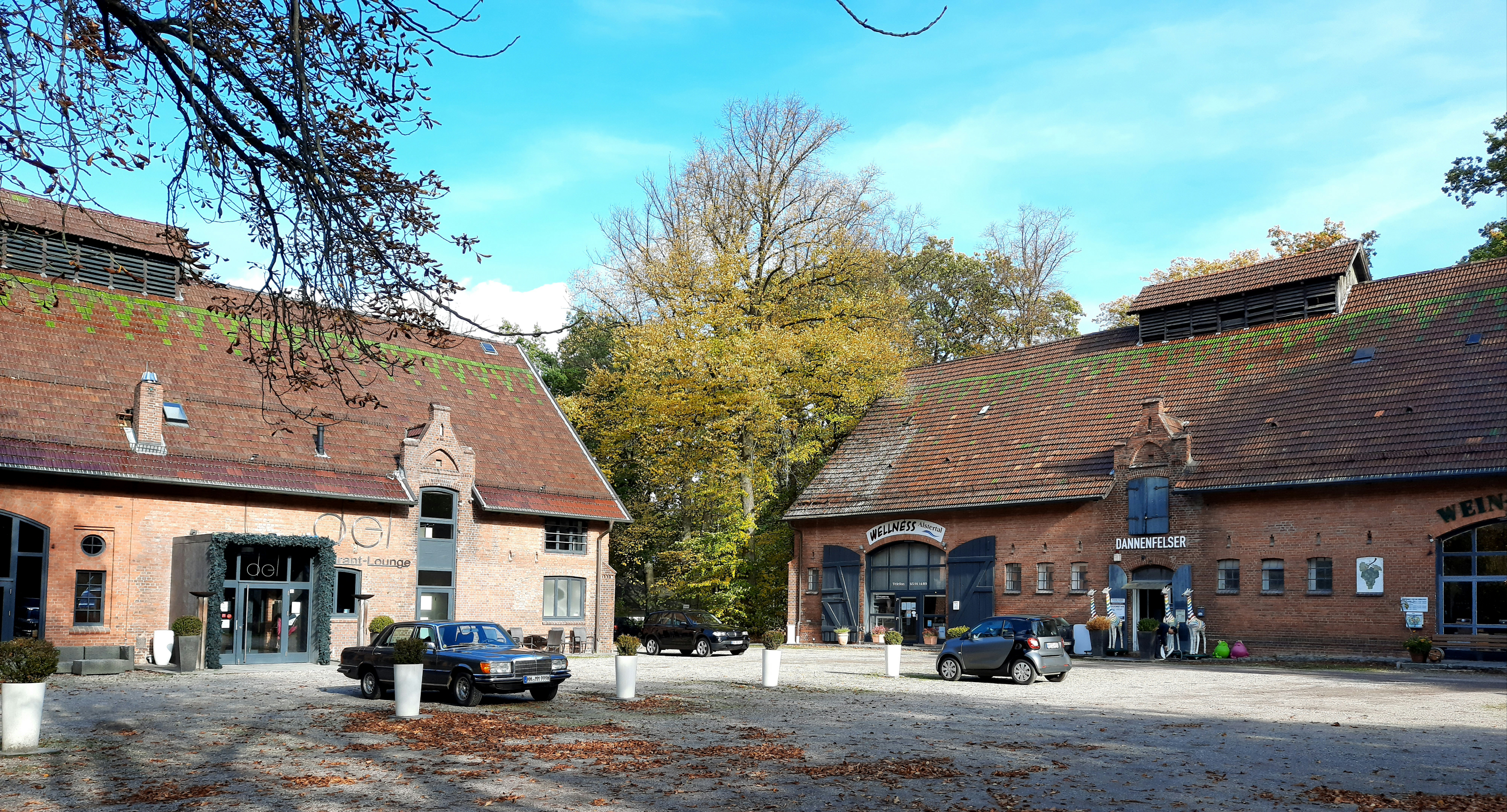
Nebengebäude mit dem Restaurant Del

Um 1900 wurde das Haus unter dem Namen „Waldhof“ als Hotel, Restaurant und Pensionat geführt. Nach der dermaligen Werbeschrift des Inhabers Wilh. Randel: „Der Waldhof verfügt über schön eingerichtete Zimmer mit Pension, einen großen Saal für Clubs und Vereine, eine Kegelbahn, einen verdeckten Raum für Fahrräder und geräumige Stallungen. Von Ohlsdorf aus auf Promenadenwegen in 45 Minuten zu erreichen.“
Im Jahr 1899 brannte der „Waldhof“ durch einen Blitzschlag vollständig ab. Ein Jahr später wurde es wieder aufgebaut und 1901 neu eröffnet.
Das Hauptgebäude (Restaurant), zwei große, aus Backstein gefertigte Nebengebäude und eine 30.000 m² große Parkanlage stehen heute unter Denkmalschutz. Im Park befindet sich eine ebenfalls denkmalgeschützte Brunnengruppe. (Denkmallisten-Nr.: 26889: Wohn- und Gastwirtschaftsgebäude mit zwei nordöstlich bzw. östlich gelegenen Nebengebäuden und landschaftlicher Parkanlage. Denkmallisten-Nr.: 39043: Park der Gaststätte Randel. Denkmallisten-Nr.: 28139: Poppenbüttler Landstraße 1c, Nebengebäude.)
Ab 1998 wurde das Restaurant Randel in der 6. Generation der Familie Randel geführt. Das nordöstlich gelegene Nebengebäude wurde in ein Restaurant mit dem Namen „Del“ umgebaut. Im zweiten Nebengebäude befinden sich Geschäfte.
Das Restaurant Randel mit dem zugehörigen Park wurde am 7. Oktober 2013 geschlossen. Nach der Drucksache-20-3096 der Bezirksversammlung Wandsbek vom 14. Juli 2016 unterliegt das Denkmalsensemble Randel mit Park & Restaurant einem deutlich fortschreitenden Verfall, der aus den Mitteln des Eigentümers nicht zu finanzieren war. Das 1901 errichtete Hauptgebäude, vormals Entré mit Tresen sowie die Seitenflügel mit Restaurant und Küche (ehemalige Konditorei), soll saniert und die nördlichen, in ihrer Bausubstanz stark geschädigten Anbauten sollen durch Wohnungsbau ersetzt werden.
In unmittelbarer Nähe, westlich des Randelparks befindet sich ein bronzezeitlicher Grabhügel, der ebenfalls unter Denkmalschutz steht.